# Velothon Stockholm
O Velothon Stockholm é um festival de ciclismo sueco.
Criada em 2015, a sua prova principal, a profissional masculina, faz parte do UCI Europe Tour, dentro da categoria 1.1.
Faz parte dos festivais chamado «Eventos Velothon» com festivais similares em Berlin (Velothon Berlin), Gales (Velothon Wales) e Stuttgart.

## Palmarés
| Ano  | Ganhador   | Segundo          | Terceiro          |
| ---- | ---------- | ---------------- | ----------------- |
| 2015 | Marko Kump | Daniel Hoelgaard | Grzegorz Stepniak |